# Blepisanis pseudolateralis
Blepisanis pseudolateralis là một loài bọ cánh cứng trong họ Cerambycidae.